# ボブ・グロス
ロバート・エドウィン・グロス (Robert Edwin Gross, 1953年8月3日 - ) は、アメリカ合衆国の元プロバスケットボール選手。身長198cm、体重91kg。ポジションはスモールフォワード。1977年ポートランド・トレイルブレイザーズ優勝メンバー。

## 経歴
カリフォルニア州サンペドロで生れたグロスはシアトル大学に進学し、その後カリフォルニア州立大学ロングビーチ校に転校した。4年次には平均16.0得点8.5リバウンドの成績でカンファレンス年間最優秀選手に選ばれた。
1975年、グロスはNBAドラフト全体25位でポートランド・トレイルブレイザーズに入団した。2年目の1976-77シーズンに先発に昇格し、平均11.4得点を記録した。同年チームはプレーオフ初進出を果たし、ファイナルでフィラデルフィア・76ersを破ってリーグチャンピオンに輝いた。グロスはチーム3位のシリーズ平均17.3得点で初優勝に大きく貢献した。
翌1977-78シーズン、グロスはキャリアハイとなる平均12.7得点をあげ、オールディフェンシブ2ndチームに選ばれた。その後は成績が徐々に後退し、1982年にアトランタ・ホークスにトレードされた。ホークスで1シーズンプレーした後現役を引退した。
NBAでの成績は、513試合の出場で通算4,567得点2,253リバウンド（平均8.9得点4.4アシスト）であった。
2008年、グロスの背番号『30』がブレイザーズの永久欠番に指定された。